# La señora del Intendente
La señora del Intendente es una película argentina en blanco y negro, dirigida por Armando Bó según su guion, estrenada el 1 de junio de 1967 y que tuvo como protagonistas a Isabel Sarli, Pepe Arias, Víctor Bo, Pepita Muñoz y Héctor Calcaño. Tuvo como título alternativo el de La señora del intendente de Ombú Quemado. Fue la última película de Pepe Arias, quien falleció meses antes del estreno.

## Sinopsis
Una muchacha sensual se casa con el médico de un pueblo tranquilo del que luego se convierte en intendente.
En las primeras escenas, el protagonista descuelga el cuadro del presidente Arturo Frondizi para reemplazarlo por el de Ricardo Balbín, para quedar bien con una visita. Luego, se pregunta por el regreso de "Juan" y cambia otra vez el cuadro por el de alguien que estaba prohibido por decreto, Juan Domingo Perón.

## Reparto
Intervinieron en el filme los siguientes intérpretes:
- Isabel Sarli … Flor Tetis
- Pepe Arias … Dr. Amable Gambetta, intendente
- Pepita Muñoz … Doña Flora de Tetis
- Héctor Calcaño … Mezadra
- Oscar Valicelli … Policía
- Enrique Belluscio
- Semillita … Ramón
- Víctor Bó … Editor del periódico Conciencia
- Inés Murray
- Adelco Lanza … Antoine

## Comentarios
La Nación:

”Pepe Arias luce por última vez su excelente mímica humorística… Aunque en un plano excesivamente caricaturesco”.

El Mundo opinó:

”Desenfado y humor grueso”.

Por su parte, Manrupe y Portela escriben:

”Conserva el tipo de La mujer del zapatero, pero esta vez se entromete en el mundo de la corrupción, con algunos momentos rescatables”.